# Chilehexops
Chilehexops is een geslacht van spinnen uit de familie Dipluridae.

## Soorten
De volgende soorten zijn bij het geslacht ingedeeld:
- Chilehexops australis (Mello-Leitão, 1939)
- Chilehexops misionensis Goloboff, 1989
- Chilehexops platnicki Coyle, 1986